# Artigisa
Artigisa é um gênero de traça pertencente à família Arctiidae.